# SLC3A2
SLC3A2 (solute carrier family 3 member 2) — мембранный белок семейства транспортёров растворённых веществ. Продукт гена человека SLC3A2. SLC3A2 является тяжёлой субъединицей «большого транспортёра нейтральных аминокислот» LAT1, или CD98.

## Функции
SLC3A2 — член семейства транспортёров растворённых веществ, трансмембранный белок с альфа-амилазным доменом. Является тяжёлой цепью гетеродимера, ковалентно связанной дисульфидной связью с одним из нескольких возможных белков, составляющих лёгкую цепь комплекса. Белок ассоциирован с интегринами и опосредует интегрин-зависимый сигнальный путь, связанный с ростом клеток и онкогенезом. LAT1 является мембранным белком-переносчиком, переносящий главным образом аминокислоты с разветвлёнными боковыми цепями (лейцин, изолейцин и валин) и ароматические аминокислоты (триптофан, тирозин, фенилаланин). Особенно высокий уровень экспрессии LAT1 обнаружен в мозге в капиллярах гематоэнцефалического барьера.
Активный LAT1 состоит из двух субъединиц, продуктов двух различных генов:
- Тяжёлая субъединица 4F2hc/CD98, продукт гена SLC3A2[10];
- Лёгкая субъединица CD98, продукт гена SLC7A5[11].